# Путти
Пу́тто (итал. putto, лат. putius — маленький мальчик, малыш, младенец, крошка); пу́тти, мн. ч. — художественный образ маленького мальчика, встречающийся в искусстве Ренессанса, барокко и рококо.

## Характеристика
Изображение маленьких обнажённых или полуобнажённых детишек в ренессансном и классическом искусстве восходит к античным эротам или купидонам. В поздней античности — эллинистическом и римском искусстве, отмеченном чертами гедонизма, вместо Эрота, древнейшего божества, сына Афродиты, наряду с Геей, Хаосом и Тартаром, воплощавшим одно из космогонических начал, стали изображать «эротов» (у римлян «амуров») — маленьких крылатых созданий. См. Гирляндоносцы.
Их образ соединился с образом латинских гениев, олицетворявших душу (обычно мужскую). Маленькие фигурки амуров и эротов были удобны для заполнения свободных мест в тесных композициях рельефов триумфальных арок, надгробий и саркофагов. Первые христиане заимствовали многие образы античной мифологии. Для изображения ангелов и христианских душ, готовых к воскресению, они использовали языческих амуров, вначале с крылышками (такие изображения мы видим на рельефах римских саркофагов III—V веков н. э., например в нартексе базилики Сан-Лоренцо-фуори-ле-Мура в Риме, IV в.). В мозаиках мавзолея Санта Костанца в Риме (306—337) изображения «детей-гениев, так мало похожих на детей» уже не имеют крыльев.
В средневековом искусстве образ христианского ангела сформировался на основе античной фигуры крылатой богини победы Виктории (у греков Ники), поэтому маленькие путти на время были забыты. В сюжете «Избиение младенцев» путти с пальмовыми ветвями мучеников в руках изображали души невинно убиенных младенцев в Вифлееме. Чувственность итальянского искусства периода кватроченто способствовала лёгкому усвоению этого античного мотива христианской культурой. Постепенно античные эроты превращались в итальянских «путти», но уже без крыльев.
Со временем крылатые фигуры стали изображать души мёртвых, а бескрылые путти стали появляться исключительно в виде декоративного мотива. Известны и синкретичные примеры. Изображения маленьких ангелочков с крыльями и нимбами вокруг головы, нечто среднее между античными амурами и христианскими ангелами, можно видеть в росписях нижней и верхней церкви Сан-Франческо в Ассизи. В аллегорической фигуре, служащей одной из опор кафедры собора в Пизе, два младенца, которых держит на руках Церковь, олицетворяют учения Ветхого и Нового Заветов (Дж. Пизано, 1302—1311). В знаменитой росписи «Триумф смерти» в Кампосанто в Пизе (около 1350 г.) летящие обнажённые младенцы с факелами, опущенными вниз, символизируют смерть тела, а с факелами, поднятыми вверх, — надежду на воскресение духа.
Самые известные примеры — путти с цветочными гирляндами из майолики работы Луки делла Роббиа, «Путто с дельфином» (с крыльями) — скульптура Андреа Верроккьо во дворике Палаццо Веккьо (Флоренция, 1470). В иных композициях путти аллегорически представляют «суету мирской жизни» и быстротечность времени (композиции «Ребёнок, мечущий кости», «Ванитас», «Суета сует»).
В Галерее Боргезе в Риме находится необычное произведение неизвестного скульптора (1609 года), предположительно, повторение ренессансной либо эллинистической скульптуры. Оно называется «Сон», или «Спящие путти» (ит. «Putti dormienti»): три крылатых малыша, обнявшись, крепко спят на мраморной плите.
Своеобразными дополнениями картин в жанре «ню» и портретах П. П. Рубенса являются изображения путти — обнажённых игривых детишек, иногда занимающихся совершенно посторонними вещами, несоответствующими теме и сюжету. Их появление безусловно связано с данью ренессансной традиции, восходящей к античности. Однако отчасти эта тема в творчестве Рубенса связана и с заимствованием готовых образов в трактовке Франсуа Дюкенуа, фламандского художника, работавшего в Риме. Его путти, пухлые, с характерно крупными детскими головами, помогли установить хорошо знакомый условный барочный тип. Известно, что Рубенс писал Дюкенуа в 1640 году, чтобы поблагодарить его за присланные ему слепки путти из скульптурного надгробия Фердинанда ван дер Эйдема в церкви Санта-Мария-дель-Анима в Риме.
В XVIII веке, в эпоху рококо и неоклассицизма, когда в европейском искусстве господствовал французский вкус, итальянское слово «путти» исчезло из художественного лексикона и вместо него стали использовать галантные французские названия: купидон (от лат. сupido — желание) или амуретт (фр. amourette — лёгкая, мимолётная любовь).

### Галерея
- А. Мантенья. Путто. Деталь росписи Камеры дельи Спози, Мантуя. 1470—1474
- А. Верроккьо. Путто с дельфином. 1470. Бронза. Палаццо Веккьо, Флоренция
- А. Мантенья. Путти. Деталь росписи Камеры дельи Спози
- Путти. XVIII в. Дерево, роспись. Паломническая церковь в Байтенхаузене, Баден-Вюртемберг, Германия
- Х. ван Лимборх. Играющие путти. Между 1700 и 1720. Дерево, масло. Рейксмюсеум, Амстердам
- Ф. Дюкенуа. Игривые путти. Ок. 1650. Мрамор
- Дети играющие с козлом. Гризайль по барельефу Ф. Дюкенуа. Метрополитен-музей Нью-Йорк
- П. П. Рубенс, Ф. Снейдерс, Я. Вильденс. Фруктовая гирлянда. Ок. 1616. Холст, масло. Баварские государственные собрания картин, Мюнхен
- П. П. Рубенс и Ф. Снейдерс. Христос и Иоанн Креститель в детстве и два ангела. Между 1615 и 1620. Дерево, масло. Музей истории искусств, Вена
- Персей освобождает Андромеду. Между 1620 и 1622. Дерево, масло. Берлинская картинная галерея
- П. П. Рубенс. Статуя Цереры. Ок. 1615. Дерево, масло. Государственный Эрмитаж, Санкт-Петербург
- Путти-ремесленники. Деталь фриза на вилле Романини. 1894. Инкрустация. Пёрч, район Клагенфурт, Австрия